# Hymenocallis henryae
Hymenocallis henryae är en amaryllisväxtart som beskrevs av Hamilton Paul Traub. Hymenocallis henryae ingår i släktet Hymenocallis och familjen amaryllisväxter.

## Underarter
Arten delas in i följande underarter:
- H. h. glaucifolia
- H. h. henryae